# 진고 (동진)
진고(陳高, 생몰년 미상)는 동진의 관료로 진영의 아들이자 진정의 부친으로 남진을 세운 진패선의 천조부이다.

## 생애
생전 동진의 산기시랑(散騎侍郞)을 지냈으며 언제 죽었는지는 전해지지 않는다. 557년 내손 진패선이 남진을 건국하자 정원부군(正員府君)으로 추존되어 칠묘에 배향되었고 566년 진백종이 즉위하자 정원부군의 묘역은 철거되었다.
569년 진 선제가 즉위하자 정원부군의 묘역이 복구되었고 582년 진숙보가 즉위하자 묘역은 다시 제거되었다.

## 가족
- 부친: 보병부군(步兵府君) 진영
- 모친: 불명
- 아들: 회안부군(懷安府君) 진고
- 손자: 안성부군(安成府君) 진맹공